# 地湧金蓮
地涌金蓮（學名：Musella lasiocarpa），俗稱千瓣蓮花、地金蓮、不倒金鋼，觀賞蕉的一種，為芭蕉科地湧金蓮屬屬唯一一種；多年生草本植物，原產於中國雲南省中部至西部。

## 形態
生長匍匐莖有些為假莖，葉面大，如芭蕉葉，花碩大，從假鱗莖中取出花序，形狀如花瓣的黃色大苞片，六枚苞片為一輪，頂生或腋生，呈蓮座狀在花序上方，層層逐漸開展，由上而下，花期長久不凋謝，約250天左右。植株為直直的枝幹，苞片裡嬌小的花才是真正的花，美麗而有光澤，在苞片展開時才可看見。花序下部者為雌花，上部雄花。

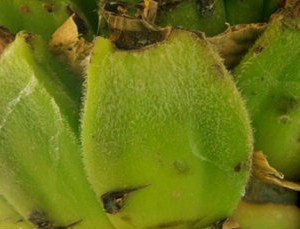
地湧金蓮的果實

## 習性
喜溫暖，不耐寒，在冬天為粉紅色，夏天則變草綠光澤，會散發甜蜜的花香。

## 栽培
中國南方常用地下栽培方法，春秋分株，栽植後必需即時澆水。秋末和初春在植株的周圍開一條溝施以腐熟有機肥，並在假莖根基部培以肥土，促進生長開花。乾旱時要適當澆水，雨季時需即時排水。開花之後地上的部分假莖會逐漸枯死，要將它們砍掉，隔年才可以再發新芽。

## 引進

### 台灣
於西元1996年引進台灣。

## 文化
為雲南少數民族所崇敬的植物，在信仰佛教的傣族裡列為寺院必種五樹六花之ㄧ，尊稱他為千瓣蓮花。後來花也傳到泰國與寮國等佛教國家，在當地佛寺也廣為種植，千變奇特的造型也成為建築和雕刻的設計元素。

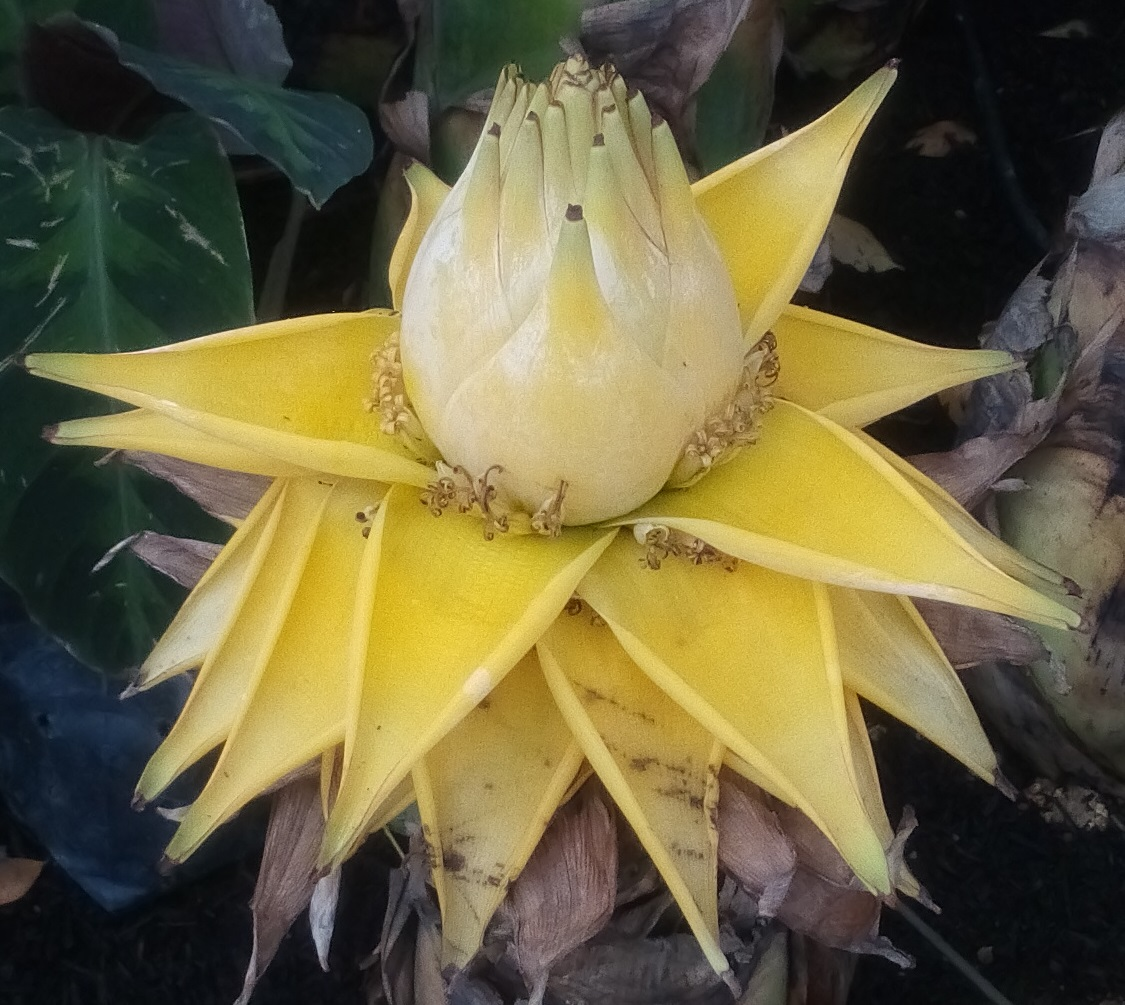
地湧金蓮

## 得獎
2008年12月30日，第五屆中國盆栽花卉交易會，經過來自全國各地的花卉專家及花卉企業的共同評選，地涌金蓮等五種花種從1,000多個選送作品中脫穎而出，奪得金花獎。

## 延伸阅读
[在维基数据编辑]
 《植物名實圖考·地湧金蓮》，出自吳其濬《植物名實圖考》

## 外部連結
- 地涌金蓮, Diyongjinlian（页面存档备份，存于） 藥用植物圖像數據庫 (香港浸會大學中醫藥學院) （繁體中文）（英文）